# Lucien Moraweck
Lucien Moraweck est un compositeur de musiques de films.

## Filmographie
- 1939 : L'Homme au masque de fer (The Man in the Iron Mask)
- 1939 : Le Roi des reporters (The Housekeeper's Daughter) de Hal Roach
- 1940 : The Lady in Question
- 1940 : Dreaming Out Loud
- 1941 : Cinquième bureau (International Lady)
- 1942 : Friendly Enemies
- 1943 : Two Weeks to Live
- 1943 : So This Is Washington
- 1944 : The Whistler
- 1944 : Abroad with Two Yanks
- 1944 : The Mark of the Whistler
- 1946 : Partners in Time
- 1946 : Avalanche
- 1946 : Strange Voyage
- 1946 : The Return of Monte Cristo
- 1947 : High Conquest
- 1948 : 16 Fathoms Deep
- 1949 : Massacre River
- 1950 : The Boy from Indiana
- 1951 : New Mexico (en)
- 1952 : Night Raiders (en) de  Howard Bretherton
- 1953 : Killer Ape
- 1953 : Le Prince de Bagdad (The Veils of Bagdad) de George Sherman
- 1955 : Gunsmoke (Gunsmoke) (série télévisée)
- 1959 : Un cur en balance (For Better or Worse) (série télévisée)
- 1960 : Pete and Gladys (série télévisée)

## Distinctions

### Nominations
nommé en 1939 pour l'Oscar de la meilleure musique de film pour L'Homme au masque de fer (film, 1939)